# Kluszkowce
Kluszkowce is een plaats in het Poolse district Nowotarski, woiwodschap Klein-Polen. De plaats maakt deel uit van de gemeente Czorsztyn en telt 1738 inwoners.